# Bipolaris subpapendorfii
Bipolaris subpapendorfii är en svampart som först beskrevs av Mouch., och fick sitt nu gällande namn av Alcorn 1983. Bipolaris subpapendorfii ingår i släktet Bipolaris och familjen Pleosporaceae.   Inga underarter finns listade i Catalogue of Life.